# Зенгхаас, Дитер
Дитер Зенгхаас (нем. Dieter Senghaas, 27 августа 1940, Гайслинген-ан-дер-Штайге) — немецкий обществовед, социолог, политолог и специалист-конфликтолог. Автор фундаментальных трудов по проблемам мира, в том числе весьма влиятельной работы «Сдерживание и мир. Критическое исследование организованного не-мира» (нем. Abschreckung und Frieden. Studien zur Kritik organisierter Friedlosigkeit).